# Dembéni
Dembéni är en ort i Komorerna.   Den ligger i distriktet Grande Comore, i den västra delen av landet, 25 km sydost om huvudstaden Moroni. Dembéni ligger 280 meter över havet och antalet invånare är 4 133. Den ligger på ön Grande Comore.
Terrängen runt Dembéni är varierad. Havet är nära Dembéni åt sydväst.  Närmaste större samhälle är Mitsoudjé, 15,4 km nordväst om Dembéni. 